# Victor Stoicescu
Victor Stoicescu este un fost senator român în legislatura 1992-1996 ales în județul Ialomița pe listele partidului PN-PRM. În septembrie 1994, Victor Stoicescu a devenit senator neafiliat. Victor Stoicescu a fost membru în comisia pentru agricultură, silvicultură și dezvoltare rurală.

## Legaturi externe
- Victor Stoicescu Arhivat în 22 august 2016, la Wayback Machine. la cdep.ro